# Holger Seitz (Regisseur)
Holger Seitz (geb. 1962 in Kaiserslautern) ist ein deutscher Theaterschauspieler, -regisseur und Dramaturg.

## Leben
Seitz arbeitete zunächst als Schauspieler in Kaiserslautern, Stuttgart und Wien. Seit 1987 wirkt er als Regisseur. 1999 wurde er am Theater Augsburg Hausregisseur und Dramaturg, wo er eine Jugendtheatergruppe aufbaute. Von dort ging von 2007 bis 2012 als Regisseur und Leiter des Kinder- und Jugendtheaterbereichs ans Staatstheater am Gärtnerplatz. Seither arbeitet er freischaffend, bspw. 2014/15 in Hof als Regisseur von Shakespeares König Lear.

## Regiearbeiten (Auswahl)
- 2010–2011: Die Omama im Apfelbaum, Münchener Staatstheater
- 2011:	The Mikado, Münchener Staatstheater
- 2011:	Die Omama im Apfelbaum, Münchener Staatstheater
- 2011:	The Pirates of Penzance, Münchener Staatstheater
- 2012:	Heimatlos, Münchener Staatstheater
- 2014:	The Pirates of Penzance, Theater Münster
- 2014:	The Pirates of Penzance, Theater Hof
- 2016:	Frau Luna, Theater Münster